# Enzo Ceccarelli Catraro
Enzo Ceccarelli Catraro SDB (* 31. August 1918 in Alberti; † 15. November 1998) war ein argentinischer römisch-katholischer Ordensgeistlicher und Apostolischer Vikar von Puerto Ayacucho in Venezuela.

## Leben
Enzo Ceccarelli Catraro trat der Ordensgemeinschaft der Salesianer Don Boscos bei und empfing am 31. August 1947 das Sakrament der Priesterweihe.
Am 5. Oktober 1974 ernannte ihn Papst Paul VI. zum Titularbischof von Ruspae und zum Apostolischen Vikar von Puerto Ayacucho. Der emeritierte Apostolische Vikar von Puerto Ayacucho, Segundo García Fernández SDB, spendete ihm am 15. Dezember desselben Jahres in der Kathedrale María Auxiliadora in Puerto Ayacucho die Bischofsweihe; Mitkonsekratoren waren der Apostolische Vikar von Coro, Francisco José Iturriza Guillén SDB, und der Koadjutorbischof von Trujillo, Rosalio José Castillo Lara SDB.
Papst Johannes Paul II. nahm am 23. Oktober 1989 das vorzeitige Rücktrittsgesuch von Enzo Ceccarelli Catraro an.